# دکشینا کنادا
دکشینا کنادا (به انگلیسی: Dakshina Kannada) یک منطقه در هند است که در کارناتاکا واقع شده‌است. داکشینا کانادا ۴٬۵۵۹ کیلومتر مربع مساحت و ۲٬۰۸۳٬۶۲۵ نفر جمعیت دارد.